# إد فيغيروا
إد فيغيروا (بالإنجليزية: Ed Figueroa)‏ هو لاعب كرة قاعدة أمريكي، ولد في 14 أكتوبر 1948 في Ciales, Puerto Rico ‏ في الولايات المتحدة.

## وصلات خارجية
- إد فيغيروا على موقع دوري كرة القاعدة الرئيسي (الإنجليزية)
- إد فيغيروا على موقعبيزبول رفرنس.كوم (الدوري الرئيسي) (الإنجليزية)
- إد فيغيروا على موقعبيزبول رفرنس.كوم (الدوري الثانوي) (الإنجليزية)
- إد فيغيروا على موقع جمعية أبحاث البيسبول الأمريكية (الإنجليزية)
- إد فيغيروا على موقع إي إس بي إن.كوم (أم.أل.بي) (الإنجليزية)
- إد فيغيروا على موقع مشجعي الرسوم البيانية (الإنجليزية)